# Festung Varberg

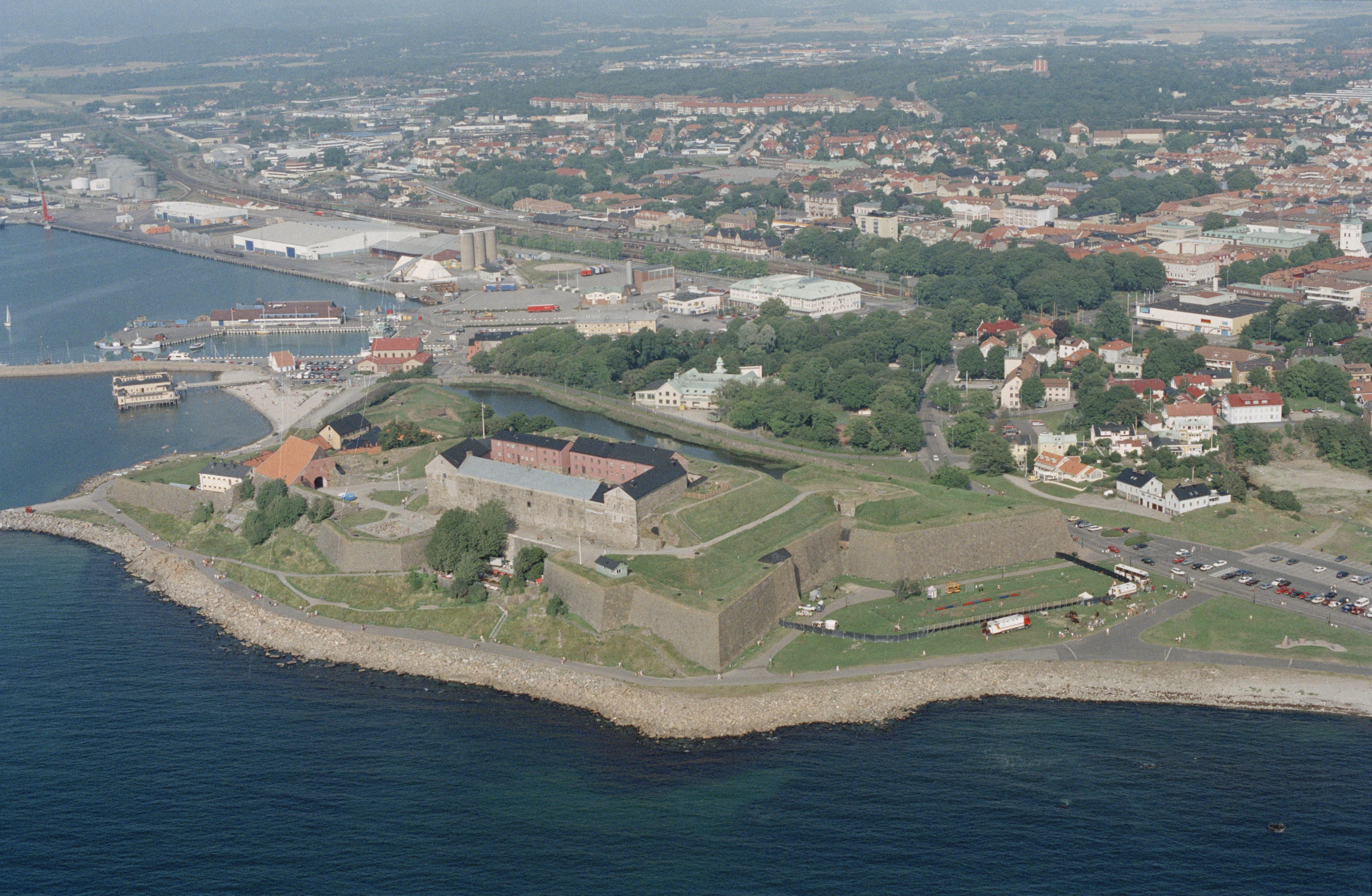
Festung Varberg (1997)

Die Festung Varberg (schwedisch Varbergs Fästning) liegt am Hafen der Stadt Varberg in der Provinz Hallands län. Sie wurde in der Neuzeit nur wenig zerstört und kann daher fast originalgetreu besichtigt werden. Auf dem Gelände befinden sich eine Jugendherberge, Restaurants und das kulturhistorische Museum. Die Anlage ist seit 1935 als Byggnadsminne eingestuft.
Seit 1993 wird die Festung vom Statens fastighetsverk in Zusammenarbeit mit der Gemeinde Varberg verwaltet. Der Name „Varberg“ wird als „Wehrberg“ oder „Wachtberg“ gedeutet.

## Geschichte
Als Erik V. von Dänemark 1286 ermordet wurde, geriet sein Cousin Jakob Nielsen († ca. 1308), Graf von Halland, in Verdacht, Drahtzieher der Tat gewesen zu sein. Dieser begann daher im Jahre 1287 mit dem Bau einer Burg zu seinem Schutz. Um 1300 waren die Baumaßnahmen beendet. Der Bau erfolgte auf einer Klippe oberhalb des Hafens von Varberg, wo auch die Warnfeuer der Hafenwachen entzündet wurden. Jacob Nielsen stand seinerzeit unter dem Schutz des Königs von Norwegen Håkon V. 1305 musste Jakob aber Halland an Erik Magnusson, den Schwiegersohn des Königs, abgeben. Es begann eine unruhige Zeit und bis 1365 waren acht Besitzerwechsel zu vermelden, darunter Albrecht II. von Mecklenburg (er hatte eine Tochter von Erik Magnusson geheiratet) und Margarethe I. von Dänemark (sie war mit dem Norwegischen König Håkon VI. verheiratet). 1366 eroberte der Dänenkönig Waldemar IV. die Festung. Sie blieb danach für 300 Jahre dänisch.
1535 wurde hier im Zuge der Grafenfehde der Lübecker Kriegshauptmann Marx Meyer festgesetzt, dem es gelang, sein Gefängnis in ein Widerstandsnest zu verwandeln. Er wurde erst 1536 überwältigt und hingerichtet.
In den folgenden Jahren entwickelten sich die Waffen weiter und auch die Festung wurde ausgebaut. Palisaden und Festungsgräben sollten Kanonen widerstehen können. Dennoch konnten während des siebenjährigen Nordischen Krieges die Schweden von 1564 bis 1569 das Gebiet erobern. 1569 eroberten die Dänen unter ihrem Feldherrn Daniel Rantzau, der in der Schlacht fiel, die Festung. Ein Gedenkstein kennzeichnet seinen Todesort. Im Frieden von Stettin mussten die Schweden Halland aufgeben.
Anfang 1588 begann man die Festung auszubauen. Man verpflichtete dafür den niederländischen Architekten Hans van Steenwinckel der Ältere (1545–1601). Bis 1618 wurde die Festung zu einer der modernsten in ganz Europa, fertiggestellt von Sohn Hans van Steenwinckel der Jüngere (1587–1639). Die Festung musste sich nie beweisen. Im Frieden von Brömsebro 1645 verzichtete Dänemark auf Halland und übergab die Festung.
Nach dem Dreißigjährigen Krieg begann für die Festung eine lange Ruhezeit; das schwedische Militär baute sie weiter aus, um sie 1830 aufzugeben. Danach wurde die Festung ein Gefängnis.
Es wurden zwar zwischendurch immer wieder Gefangene untergebracht, aber erst zwischen 1848 und 1880 stieg ihre Zahl auf 400 bis 500. Ab 1856 wurden auch Zellen für die Gefangenen gebaut. 1931 wurde das Gefängnis geschlossen.
Heute wird die Festung als Museum genutzt.